# 川越誠司
川越 誠司（かわごえ せいじ、1993年6月30日 - ）は、北海道札幌市豊平区出身のプロ野球選手（外野手）。左投左打。中日ドラゴンズ所属。

## 経歴

### プロ入り前
札幌市立豊平小学校2年生の時に野球を始め、札幌市立八条中学校では札幌豊平東シニアで投手としてプレーした。当時のチームメイトには1歳下に水野滉也がいる。
北海高等学校では、3年生の第83回選抜高等学校野球大会で3試合に「4番・右翼手」として先発出場し、1回戦・対創志学園高等学校戦では同点の8回に決勝本塁打を放つなど、計12打数6安打、1本塁打、2打点、打率.500の成績だった。第93回全国高等学校野球選手権大会・1回戦の対明徳義塾高等学校戦では「4番・右翼手」として先発出場し、4打数1安打1打点、打率.250の成績でチームはサヨナラ負けした。その後、父と同じ消防士を目指し採用試験を受験したが不合格になり、北海学園大学に進学した。
大学では1年生の春から4番打者としてプレーし、2年生の秋季リーグでは札幌学生野球の外野手のベストナインに選ばれた一方、投手としてもプレーした。3年生の春季リーグで公式戦初勝利を記録し、秋季リーグでは3試合に登板、1失点完投勝利も記録し、打撃では打率4割、1本塁打、9打点の成績で、リーグの特別賞を受賞し、2年連続で外野手のベストナインに選ばれるなど、「二刀流」でプレーした。4年生の春季リーグでは開幕前に左肘に違和感を覚えたため登板が無く、5月には右太ももに肉離れを起こした。4年間通算では8試合に登板、また、3本塁打を記録している。
2015年10月12日に行われたプロ野球ドラフト会議で埼玉西武ライオンズから投手として2位指名を受け、契約金7000万円、年俸1200万円（金額は推定）で仮契約を結んだ。背番号は26。北海学園大学からは初のプロ入り選手となった。

### 西武時代

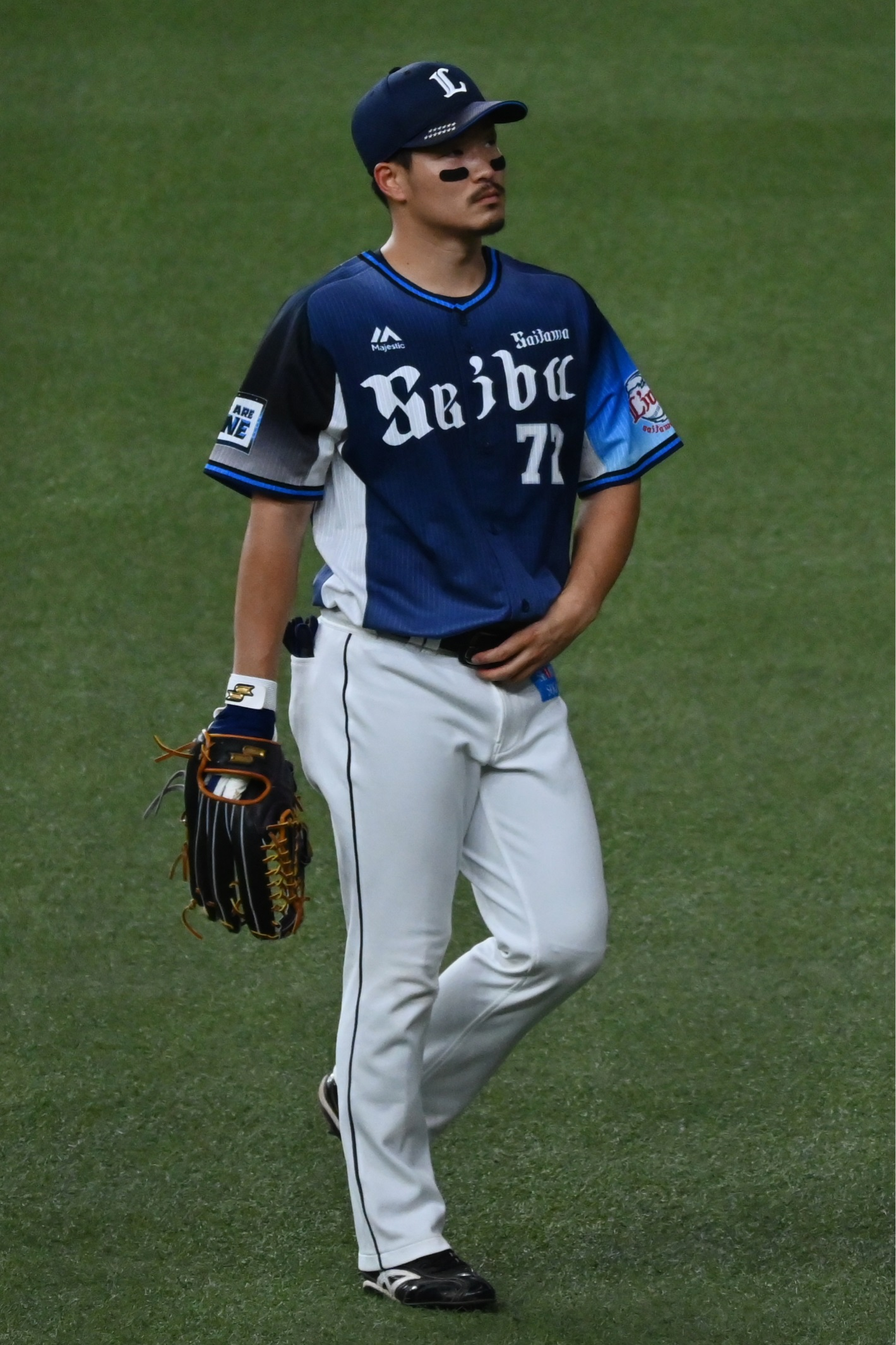
西武時代
（2022年7月5日 京セラドーム大阪）

2016年から2018年は、投手として二軍で起用されていたが結果が残せず、一軍での登板はなかった。そのため、持ち前の打力を生かして2018年9月28日からは二軍で右翼手として出場。10月5日にはみやざきフェニックス・リーグの参加メンバーに外野手として振り分けられた。
2019年1月18日、投手から外野手へ登録変更されることが球団から発表された。背番号も72に変更となった。打者転向1年目は二軍ではチーム2位の93試合に出場し、打率は.214にとどまったが、8本塁打を記録した。シーズン終了後、2019アジアウィンターベースボールリーグへ派遣。打率.367、3本塁打、21打点の大会トップの成績を残し野手部門の大会MVPを獲得する。
2020年、打者転向2年目にして開幕を一軍で迎えた。6月28日の対福岡ソフトバンクホークス戦（メットライフドーム）、6回裏二死一・二塁の一打勝ち越しの場面で代打として起用。プロ初出場一軍初打席を迎えたが空振り三振に倒れる。7月23日の対千葉ロッテマリーンズ戦（メットライフドーム）では先発起用。2回裏二死三塁で岩下大輝からプロ入り初の2点本塁打を記録した。48試合の出場で打率.156、2本塁打、5打点の成績であった。
2021年は開幕を二軍で迎え、4月30日に一軍登録される。5月9日の対福岡ソフトバンクホークス戦（福岡PayPayドーム）に「9番・右翼手」で先発出場するも3打席連続三振を喫し、その3打席のみで同12日に登録抹消となった。5月28日に「特例2021」の代替選手として再び一軍に昇格すると、6月3日の対読売ジャイアンツ戦（東京ドーム）で鍵谷陽平からシーズン第1号となる自身初の代打本塁打を記録した。その後も代打で結果を残していたが、6月23日の試合を胃腸炎によりベンチから外れると翌24日に登録を抹消された。後半戦の開幕と共に一軍へ復帰し、8月24日の対福岡ソフトバンクホークス戦（福岡PayPayドーム）に「9番・右翼手」で復帰後初めて先発出場し結果を残すと先発起用が増加し、9月は全試合に出場。10月は成績を落としたもののこの年は63試合の出場で打率.225、5本塁打、11打点を記録した。
2022年、8月5日の対千葉ロッテマリーンズ戦（ベルーナドーム）では3-3の同点の延長10回無死無走者の打席で佐々木千隼から自身初のサヨナラ本塁打を放った。この年は50試合の出場で打率.259、2本塁打、14打点の成績を残した。11月30日、200万円増となる推定年俸1400万円で契約を更改した。
2023年は、鈴木将平、長谷川信哉、蛭間拓哉ら、若手外野手の台頭により出場機会が限られ、前半戦終了時点で12試合出場、打率.133、1本塁打に留まっていた。

### 中日時代
2023年7月18日、髙松渡とのトレードにより中日ドラゴンズへ移籍することが発表された。背番号は44。リーグワーストの244得点、39本塁打と長打力不足に悩む中日と、金子侑司の先発出場機会増加により、代走の切り札を望む西武の思惑が一致した形となった。7月23日の広島東洋カープ戦（MAZDA Zoom-Zoom スタジアム広島）で代打として移籍後初出場・初安打・初打点を記録した。8月29日の二軍戦で左人差し指を剥離骨折するなど、移籍後の一軍では18試合出場、打率.212、0本塁打、1打点で終わった。11月10日、25万円減の推定年俸1375万円で契約を更改した。
2024年は8月13日に一軍登録。同月16日、阪神タイガース戦に「3番・左翼手」で先発出場し、6回裏に移籍後初となる勝ち越しソロ本塁打を放った。8月27日の広島戦（バンテリンドーム ナゴヤ）でプロ入り後初めて4番打者として先発出場した。
2025年は5月24日に一軍登録。5月27日の対東京ヤクルトスワローズ戦（明治神宮野球場）で、ライトポール際への大飛球を放ったが、判定はファウル。中日ベンチが猛抗議し、リクエストを要求した。スロー映像では、ボールがファウルポールの内側を通る様子がはっきりと映っていたものの、判定は覆らなかった。球団からNPBに対して抗議書が提出されたが、慣例に則って不受理となった。しかし、NPBで行われた再検証では実際には本塁打であったことが確認されたが判定内容は覆ることはなかった。

## 選手としての特徴
50メートルのタイムは5秒9で、遠投は120メートルの身体能力を持つ。
投手時代は、最速149km/hの直球、変化球はナックルカーブを投げた。イースタン・リーグでは3年間で40試合に登板したが、通算防御率10.08、41イニングを投げて与四球が65個と制球難に苦しんだ。

## エピソード
2021年8月25日の対福岡ソフトバンクホークス戦（メットライフドーム）で今宮健太がライトへのファウルフライを放った際、川越はフェンスに飛び込んでこれを好捕。しかし、体がフェンスにはまり抜け出せなくなったところ、ソフトバンクの投手達に助けてもらう出来事があった。
髪型がトレードマークで、バズニグロといわれるヘアスタイルをしている。天頂部のみを1.7ミリという極細のアイロンを使ったパンチパーマの亜種で側頭部後頭部はフェードカットをしている。2021年ごろライオンズ時代から続いている。担当はライオンズ時代は東京都江東区の理容店オーナー石川裕麻、ドラゴンズでは名古屋市南区の理容店オーナー福本稔巳で、どちらもアイロン技術の理美容業界指導者が担当している。

## 詳細情報

### 年度別打撃成績
| 年 度     | 球 団     | 試 合 | 打 席 | 打 数 | 得 点 | 安 打 | 二 塁 打 | 三 塁 打 | 本 塁 打 | 塁 打 | 打 点 | 盗 塁 | 盗 塁 死 | 犠 打 | 犠 飛 | 四 球 | 敬 遠 | 死 球 | 三 振 | 併 殺 打 | 打 率 | 出 塁 率 | 長 打 率 | O P S |
| --------- | --------- | ----- | ----- | ----- | ----- | ----- | -------- | -------- | -------- | ----- | ----- | ----- | -------- | ----- | ----- | ----- | ----- | ----- | ----- | -------- | ----- | -------- | -------- | ----- |
| 2020      | 西武      | 48    | 74    | 64    | 10    | 10    | 0        | 1        | 2        | 18    | 5     | 0     | 0        | 1     | 0     | 9     | 0     | 0     | 24    | 0        | .156  | .260     | .281     | .541  |
| 2021      | 西武      | 63    | 174   | 160   | 12    | 36    | 3        | 1        | 5        | 56    | 11    | 1     | 0        | 1     | 0     | 12    | 0     | 1     | 44    | 2        | .225  | .283     | .350     | .633  |
| 2022      | 西武      | 50    | 159   | 139   | 10    | 36    | 7        | 2        | 2        | 53    | 14    | 2     | 2        | 0     | 1     | 18    | 1     | 1     | 41    | 1        | .259  | .346     | .381     | .727  |
| 2023      | 西武      | 12    | 38    | 30    | 2     | 4     | 0        | 0        | 1        | 7     | 5     | 0     | 0        | 1     | 0     | 6     | 0     | 1     | 13    | 0        | .133  | .297     | .233     | .531  |
| 2023      | 中日      | 18    | 36    | 33    | 3     | 7     | 1        | 0        | 0        | 8     | 1     | 0     | 0        | 0     | 0     | 3     | 0     | 0     | 8     | 1        | .212  | .278     | .242     | .520  |
| '23計     | 中日      | 30    | 74    | 63    | 5     | 11    | 1        | 0        | 1        | 15    | 6     | 0     | 0        | 1     | 0     | 9     | 0     | 1     | 21    | 1        | .175  | .288     | .238     | .526  |
| 2024      | 中日      | 27    | 75    | 71    | 4     | 19    | 3        | 0        | 2        | 28    | 7     | 0     | 0        | 0     | 0     | 4     | 0     | 0     | 17    | 2        | .268  | .307     | .394     | .701  |
| 通算：5年 | 通算：5年 | 218   | 556   | 497   | 41    | 112   | 14       | 4        | 12       | 170   | 43    | 3     | 2        | 3     | 1     | 52    | 1     | 3     | 147   | 6        | .225  | .302     | .342     | .644  |

- 2024年度シーズン終了時

### 年度別守備成績
| 年 度 | 球 団 | 外野  | 外野  | 外野  | 外野  | 外野  | 外野     |
| 年 度 | 球 団 | 試 合 | 刺 殺 | 補 殺 | 失 策 | 併 殺 | 守 備 率 |
| ----- | ----- | ----- | ----- | ----- | ----- | ----- | -------- |
| 2020  | 西武  | 45    | 36    | 3     | 0     | 0     | 1.000    |
| 2021  | 西武  | 51    | 97    | 2     | 2     | 0     | .980     |
| 2022  | 西武  | 46    | 76    | 1     | 0     | 0     | 1.000    |
| 2023  | 西武  | 11    | 24    | 0     | 0     | 0     | 1.000    |
| 2023  | 中日  | 7     | 8     | 0     | 0     | 0     | 1.000    |
| '23計 | 中日  | 18    | 32    | 0     | 0     | 0     | 1.000    |
| 2024  | 中日  | 20    | 40    | 1     | 1     | 0     | .976     |
| 通算  | 通算  | 180   | 281   | 7     | 3     | 0     | .990     |

- 2024年度シーズン終了時

### 記録
初記録
- 初出場：2020年6月23日、対福岡ソフトバンクホークス1回戦（メットライフドーム）、8回裏に栗山巧の代走で出場
- 初打席：2020年6月28日、対福岡ソフトバンクホークス6回戦（メットライフドーム）、7回裏に金子侑司の代打で出場、二保旭から空振り三振
- 初先発出場：2020年7月1日、対オリックス・バファローズ2回戦（メットライフドーム）、「8番・右翼手」で先発出場
- 初安打：2020年7月3日、対オリックス・バファローズ4回戦（メットライフドーム）、8回裏にタイラー・ヒギンスから右前安打
- 初本塁打：2020年7月23日、対千葉ロッテマリーンズ8回戦（メットライフドーム）、2回裏に岩下大輝から右越2ラン
- 初盗塁：2021年8月27日、対北海道日本ハムファイターズ12回戦（メットライフドーム）、4回裏に二盗（投手：池田隆英、捕手：清水優心）

### 背番号
- 26（2016年[18] - 2018年）
- 72（2019年[21] - 2023年7月19日）
- 44（2023年7月20日[40] - ）

### 登場曲
- 「青雲の歌 令和バージョン」林家たい平[52]
- 「Levitating (feat. DaBaby)」Dua Lipa[53]